# Município de Perry (condado de Muskingum, Ohio)
O município de Perry (em inglês: Perry Township) é um município localizado no condado de Muskingum no estado estadounidense de Ohio. No ano de 2010 tinha uma população de 2.621 habitantes e uma densidade populacional de 39,52 pessoas por km².

## Geografia
O município de Perry encontra-se localizado nas coordenadas 39° 58′ 34″ N, 81° 51′ 57″ O. Segundo o Departamento do Censo dos Estados Unidos, o município tem uma superfície total de 66.31 km², da qual 66.28 km² correspondem a terra firme e (0.05%) 0.04 km² é água.

## Demografia
Segundo o censo de 2010, tinha 2.621 habitantes residindo no município de Perry. A densidade populacional era de 39,52 hab./km². Dos 2.621 habitantes, o município de Perry estava composto pelo 97.02% brancos, o 0.65% eram afroamericanos, o 0.08% eram amerindios, o 0.46% eram asiáticos, o 0.15% eram insulares do Pacífico, o 0.04% eram de outras raças e o 1.6% pertenciam a duas ou mais raças. Do total da população o 0.95% eram hispanos ou latinos de qualquer raça.